# ルイス・カルロス・ペレイラ
ルイス・カルロス・ペレイラ（Luiz Carlos Pereira、1960年3月6日 - ）は、ブラジル出身の元サッカー選手。ポジションはDF（センターバック）。

## 経歴

### ブラジル時代
もともとはFWとしてプレーしていたが、1984年に所属していたイトゥアーノで急遽センターバックを務め、以降はセンターバックを本職とするようになった。1986年にバイアへと移籍した。1988年にはボーラ・ジ・プラッタを受賞した。その後はグアラニーでプレーしていた。1990年5月7日には当時サントスに所属していた三浦知良とも対戦、この時、三浦は1ゴールを挙げた。
ブラジル代表経験は無かったが、何度か代表候補になったことがあった。1990 FIFAワールドカップ時にも代表候補として名前が挙がっていた。

### 日本での経歴
当時読売の監督を務めていたペペから誘われ、読売クラブへと移籍した。Jリーグ創設期のヴェルディ川崎（現：東京ヴェルディ）黄金期を支えた屈強なセンターバックで、そのプレーは知性に溢れ、カバーリングや統率力、セットプレーからの得点力、強烈なフリーキックも武器であった。また、どの選手とDFのコンビを組んでも変わらずハイレベルなプレーを披露した。
Jリーグ開幕戦の横浜マリノス戦において、Jリーグでの第1号ゴールとなったマイヤーのゴールをお膳立てした。Jリーグでの初ゴールは、1993年11月13日のジェフ市原戦。1993年、1994年と2年連続のJリーグ優勝、Jリーグカップ連覇に貢献し、1993年のベストイレブンに選出され、1994年にはベストイレブンと年間最優秀選手賞受賞者をW受賞した。1995年のシーズン終了後、監督のネルシーニョから「新しく若手ブラジル人プレーヤーを獲得した」と、来季は立場が悪くなることを告げられ、退団を決意した。
1996年からは新しく誕生したコンサドーレ札幌へ移籍。ここではピッチ上のみならず、ピッチ外でもチームをまとめるなど、チームに貢献、背番号0（ゼロ）を背負い初代ミスター・コンサドーレと呼ばれた。ブラジル帰国後、ECサンベントでプレーしたが怪我の影響で引退した。

### 引退後
引退後は韓国に渡り、水原三星ブルーウィングスの下部組指導指導、その後はウニオン・バルバレンセなどの、指導にあたっていた。2015年に自らのアカデミーを設立した。

## その他
マリーニョによると、クラブチームに所属してサッカーを学び始めたのは19歳の頃からで、それまでに養った技術は地元の仲間とのストリートサッカーによるものだった。

## 所属クラブ
- 1980年  SEプラチネンセ（ポルトガル語版）
- 1981年 - 1982年  イトゥアーノFC
- 1982年 - 1983年  ECサンベント
- 1984年  イトゥアーノFC
- 1986年 - 1988年  ECバイーア
- 1988年 - 1992年  グアラニFC
- 1992年 - 1995年  ヴェルディ川崎
- 1996年 - 1998年  コンサドーレ札幌
- 1998年  ECサンベント

## 個人成績
| 国内大会個人成績 | 国内大会個人成績 | 国内大会個人成績 | 国内大会個人成績 | 国内大会個人成績 | 国内大会個人成績 | 国内大会個人成績 | 国内大会個人成績 | 国内大会個人成績 | 国内大会個人成績 | 国内大会個人成績 | 国内大会個人成績 |
| 年度             | クラブ           | 背番号           | リーグ           | リーグ戦         | リーグ戦         | リーグ杯         | リーグ杯         | オープン杯       | オープン杯       | 期間通算         | 期間通算         |
| 年度             | クラブ           | 背番号           | リーグ           | 出場             | 得点             | 出場             | 得点             | 出場             | 得点             | 出場             | 得点             |
| 日本             | 日本             | 日本             | 日本             | リーグ戦         | リーグ戦         | リーグ杯         | リーグ杯         | 天皇杯           | 天皇杯           | 期間通算         | 期間通算         |
| ---------------- | ---------------- | ---------------- | ---------------- | ---------------- | ---------------- | ---------------- | ---------------- | ---------------- | ---------------- | ---------------- | ---------------- |
| 1992             | V川崎            | -                | J                | -                | -                | 11               | 1                | 5                | 1                | 16               | 2                |
| 1993             | V川崎            | -                | J                | 32               | 1                | 7                | 0                | 3                | 1                | 42               | 2                |
| 1994             | V川崎            | -                | J                | 43               | 2                | 3                | 0                | 2                | 0                | 48               | 2                |
| 1995             | V川崎            | -                | J                | 50               | 6                | -                | -                | 3                | 0                | 53               | 6                |
| 1996             | 札幌             | 0                | 旧JFL            | 23               | 7                | -                | -                | 3                | 0                | 26               | 7                |
| 1997             | 札幌             | 3                | 旧JFL            | 27               | 1                | 5                | 0                | 3                | 2                | 35               | 3                |
| 1998             | 札幌             | 3                | J                | 11               | 0                | 3                | 0                | 0                | 0                | 14               | 0                |
| 通算             | 日本             | 日本             | J                | 136              | 9                | 24               | 1                | 13               | 2                | 173              | 12               |
| 通算             | 日本             | 日本             | 旧JFL            | 50               | 8                | 5                | 0                | 6                | 2                | 61               | 10               |
| 総通算           | 総通算           | 総通算           | 総通算           | 186              | 17               | 29               | 1                | 19               | 4                | 234              | 22               |

その他の公式戦
- 1993年
  - Jリーグチャンピオンシップ 2試合0得点
- 1994年
  - スーパーカップ 1試合0得点
  - Jリーグチャンピオンシップ 2試合0得点
- 1995年
  - サンワバンクカップ 1試合0得点
  - スーパーカップ 1試合0得点
  - Jリーグチャンピオンシップ 2試合0得点
- 1998年
  - J1参入決定戦 1試合0得点

## タイトル
ヴェルディ川崎
- Jリーグ年間優勝：2回（1993、1994）
  - 2ndステージ：2回（1993、1994）
- Jリーグカップ：2回（1992、1993）

個人
- ボーラ・ジ・プラッタ：1回（1988）
- Jリーグベストイレブン：2回（1993、1994）
- Jリーグ年間最優秀選手：1回（1994）
- 日本年間最優秀選手賞：1回（1994）